# Christo e Jeanne-Claude

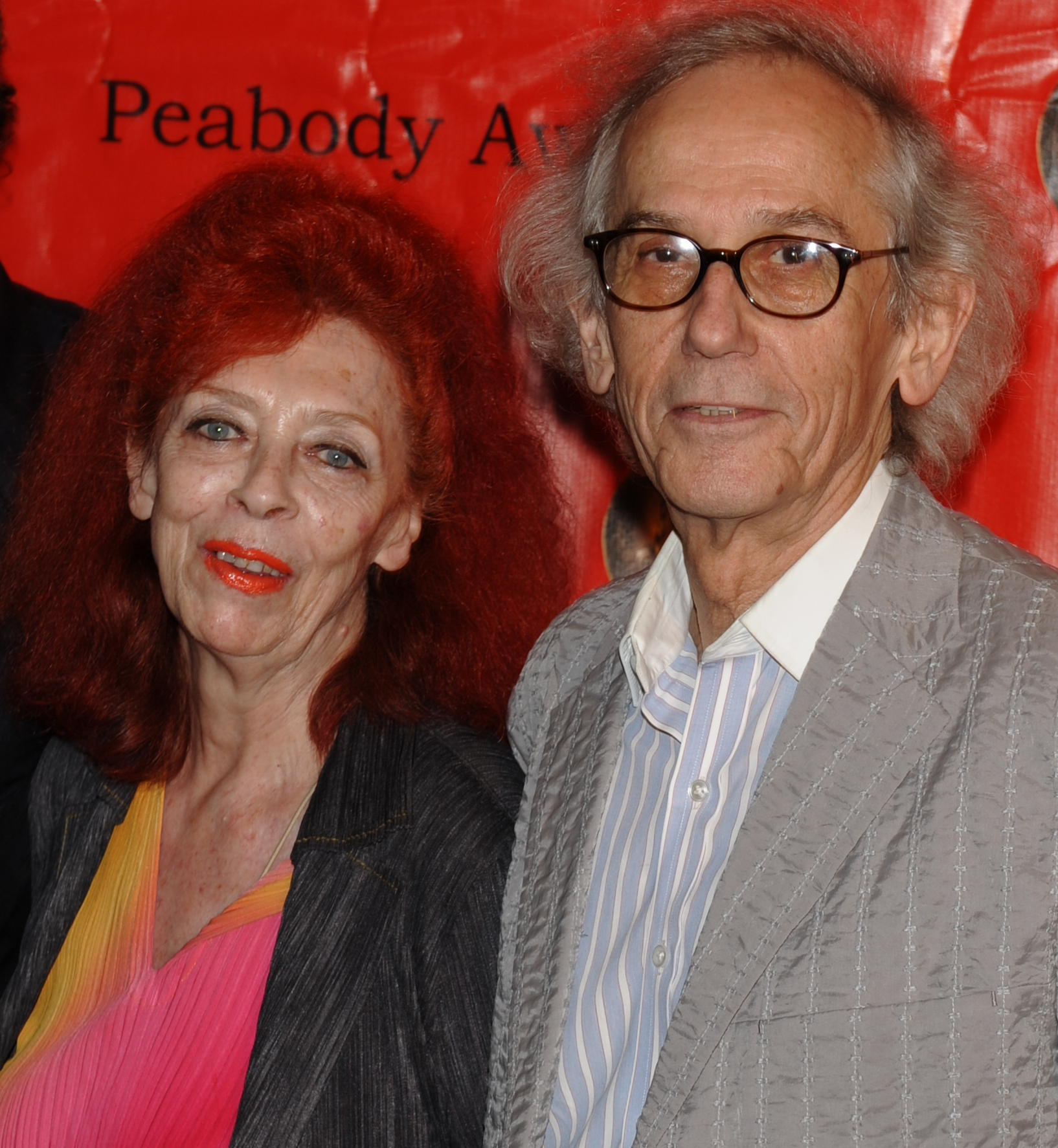
Christo e Jeanne-Claude, 2009

Christo e Jeanne-Claude fu il progetto comune dei coniugi Christo Vladimirov Javacheff (Gabrovo, 13 giugno 1935 - New York, 31 maggio 2020) e Jeanne-Claude Denat de Guillebon (Casablanca, 13 giugno 1935 - New York, 18 novembre 2009), fra i maggiori rappresentanti della land art e realizzatori di opere su grande scala.

## Storia

Firma di Christo

Christo Javašev (in bulgaro Христо Явашев?) nacque a Gabrovo, in Bulgaria, il 13 giugno 1935, figlio di Vladimir Javašev, imprenditore, e Cveta Dimitrova, segretaria dell'Accademia di Belle Arti di Sofia dove iniziò gli studi nel 1953.
Nel 1956 fu a Praga da dove, l'anno seguente, espatriò in Austria; successivamente fu a Ginevra e, nel 1958, a Parigi da apolide.
Lì si guadagnò da vivere dipingendo ritratti, che firmava "Javacheff", traslitterazione francese del cognome di famiglia.
Le sue prime opere firmate "Christo" furono dipinti astratti e impacchettamenti di oggetti (bottiglie, bidoni, cartoni, tavoli ecc.) o di modelli viventi nella tela o nella plastica, che attirarono l'attenzione, tra gli altri, di artisti come Arman e Yves Klein, con cui si unì nel movimento Nouveau Réalisme.

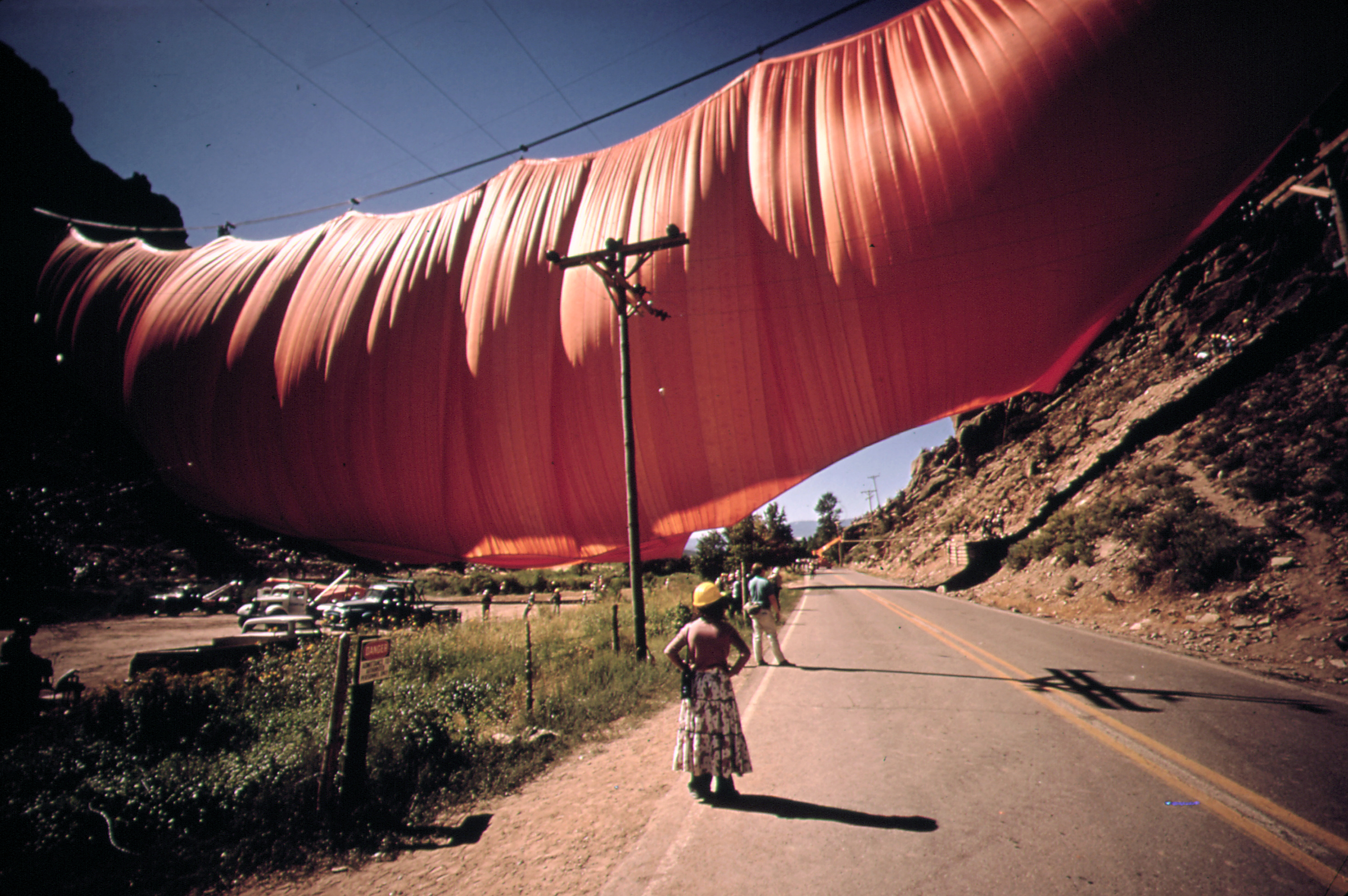
Valley Curtain, 1970-1972

Sempre nel 1958 conobbe Jeanne-Claude Denat de Guillebon, francese nata lo stesso giorno di Christo a Casablanca, in Marocco, figlia del maggiore Léon Denat e di Précilda Feichheimer, resistente durante l'occupazione nazista della Francia.
Jeanne-Claude crebbe tra Parigi, Berna (Svizzera) e Tunisi, città dove si diplomò.
L'occasione dell'incontro tra i due artisti fu la richiesta di lei a Christo di un ritratto di sua madre.
Appena sposata con Philippe Planchon, Jeanne-Claude scoprì di essere incinta di Christo e chiese il divorzio da suo marito.
L'11 maggio 1960 nacque Cyril, il figlio della coppia.
Nel 1963 i due, legati ormai sentimentalmente, diedero vita anche alla prima collaborazione artistica, nel porto fluviale di Colonia (Germania Ovest) a cui fece seguito l'anno seguente a Parigi la loro prima opera monumentale: Rideau de Fer, un muro di barili d'olio a bloccare rue Visconti, nei pressi della Senna, in segno di protesta al muro di Berlino.
Emigrati negli Stati Uniti nel 1964, iniziarono a realizzare dei progetti di ampio respiro, intervenendo in maniera diretta quanto effimera su edifici, monumenti o paesaggi interi.

### Ultimi anni e morte
Nel 2009, per le complicazioni di un aneurisma cerebrale, Jeanne-Claude muore. Come lei desiderava, il corpo è stato donato alla scienza. Quest'avvenimento ha fatto sì che Christo annunciasse il suo desiderio di completare le opere Over the River e Mastaba. Christo ha vissuto poi a New York nel quartiere di SoHo, nella casa che ha condiviso per anni con la compagna, fino alla sua morte avvenuta il 31 maggio 2020.

## Le opere
I due artisti sono artefici della land art: intervengono sul paesaggio e lo modificano, nel loro caso in maniera provvisoria. Sono noti soprattutto per le opere realizzate con il tessuto, "imballando" monumenti o stendendo lunghi teli in luoghi naturali.

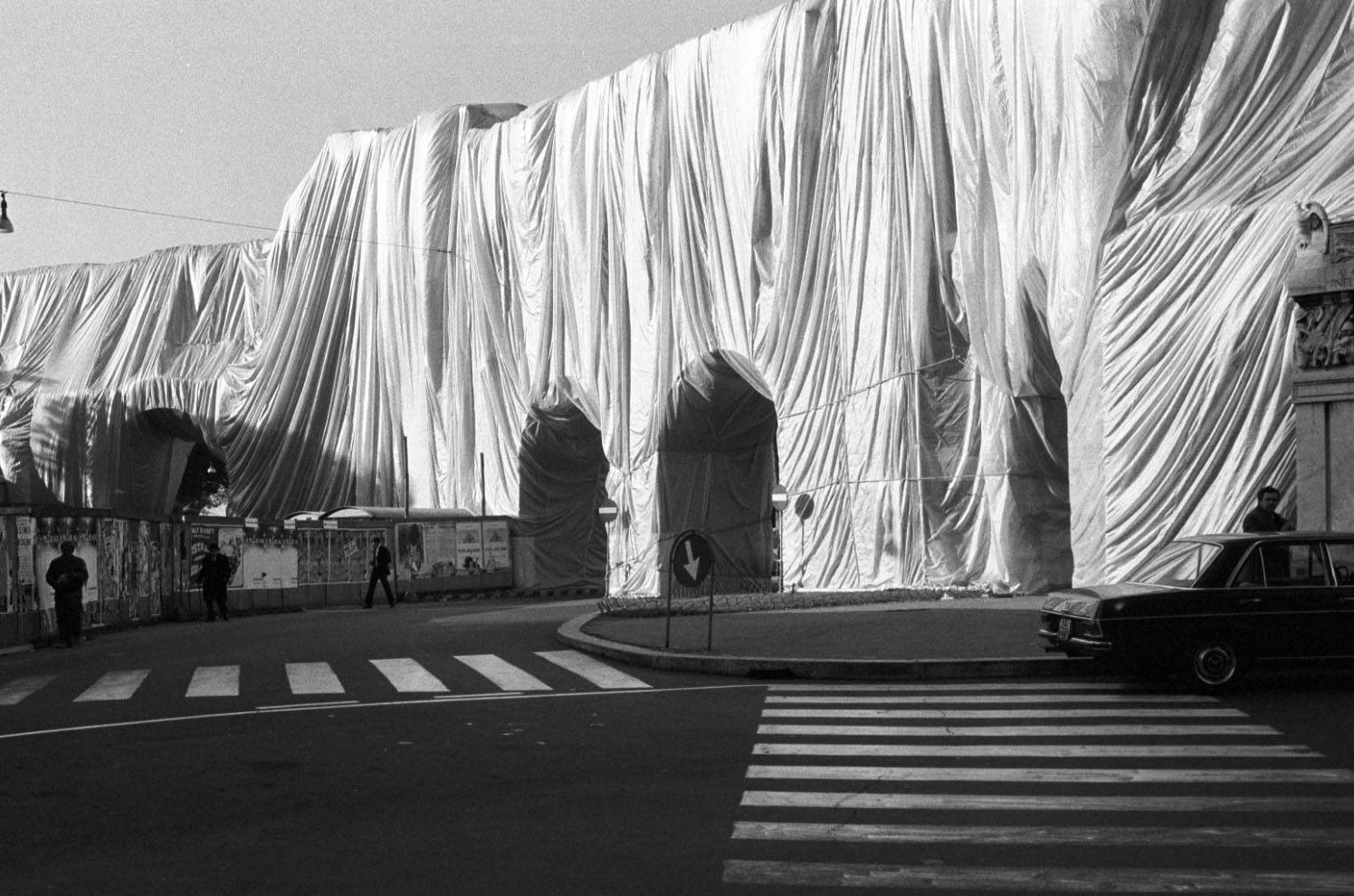
Porta Pinciana a Roma, 1974

Un esempio di questo si ritrova nella loro celebre opera realizzata tra il 1972 e il 1976 denominata Running Fence. Essa consiste in una recinzione continua, tesa da Est a Ovest per quasi quaranta chilometri tra alcuni declivi della campagna californiana, a nord di San Francisco. Si tratta di una serie di ampi teloni di nylon bianco appesi a un cavo d'acciaio sorretto da oltre duemila montanti metallici che, visti dall'alto, si snodano come un serpente e attraversano valli e colline fino a perdersi all'orizzonte. Quest'opera territoriale è volutamente giocata per contrapposizioni poiché la verticalità della recinzione si oppone nettamente all'orizzontalità del paesaggio e l'artificialità del nylon contrasta con la naturalità dell'erba. Infine anche il biancore dei teli si contrappone ai sobri colori del terreno. Questa incredibile muraglia bianca assume un grandissimo valore simbolico. Quando i teli sono gonfiati dal vento, infatti, l'enorme serpente sembra quasi animarsi e per tutta la sua lunghezza risuona di un crepitare secco e sonoro. Per la realizzazione dell'intero impianto furono necessari quattro anni, ma l'opera ebbe una vita estremamente breve essendo durata solamente quattordici giorni.
Sulla produzione artistica della coppia hanno anche influito il pensiero e l'arte di Man Ray e Joseph Beuys, con particolare riferimento alle opere l'Enigma di Isidore Ducasse del primo e al Pianoforte con Feltro del secondo.
Christo era principalmente l'artista delle opere, mentre Jeanne-Claude l'organizzatrice («Le opere destinate al pubblico sono firmate da Christo e Jeanne-Claude, i disegni da Christo»).
In genere le opere sono state interamente finanziate dalla vendita dei disegni preparatori, collage o modellini. Dal 1972 tutti i loro lavori sono fotografati esclusivamente da Wolfgang Volz; mentre per almeno cinque dei loro maggiori lavori è stato prodotto anche un documentario da parte di Albert e David Maysles.

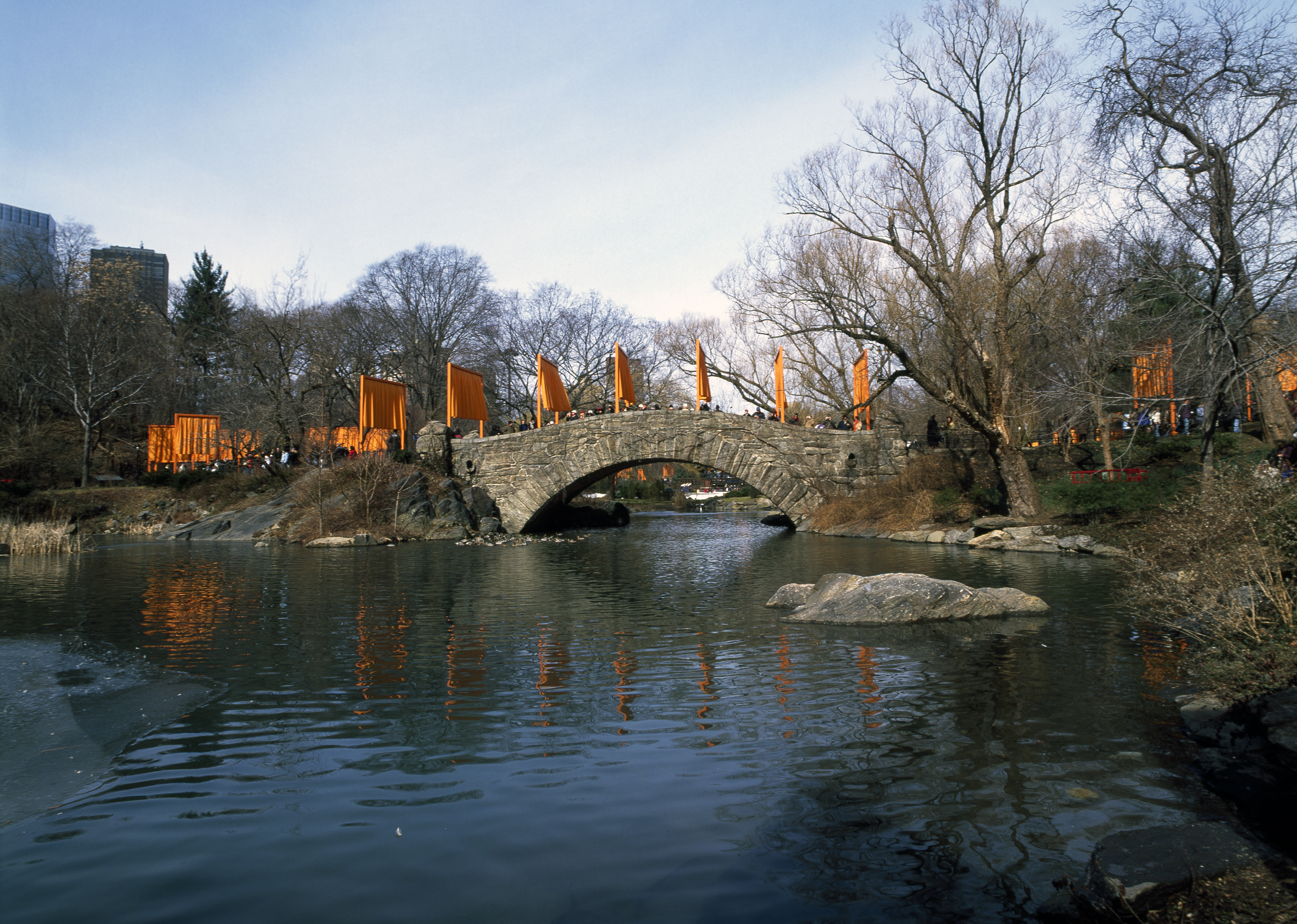
The Gates, 2005
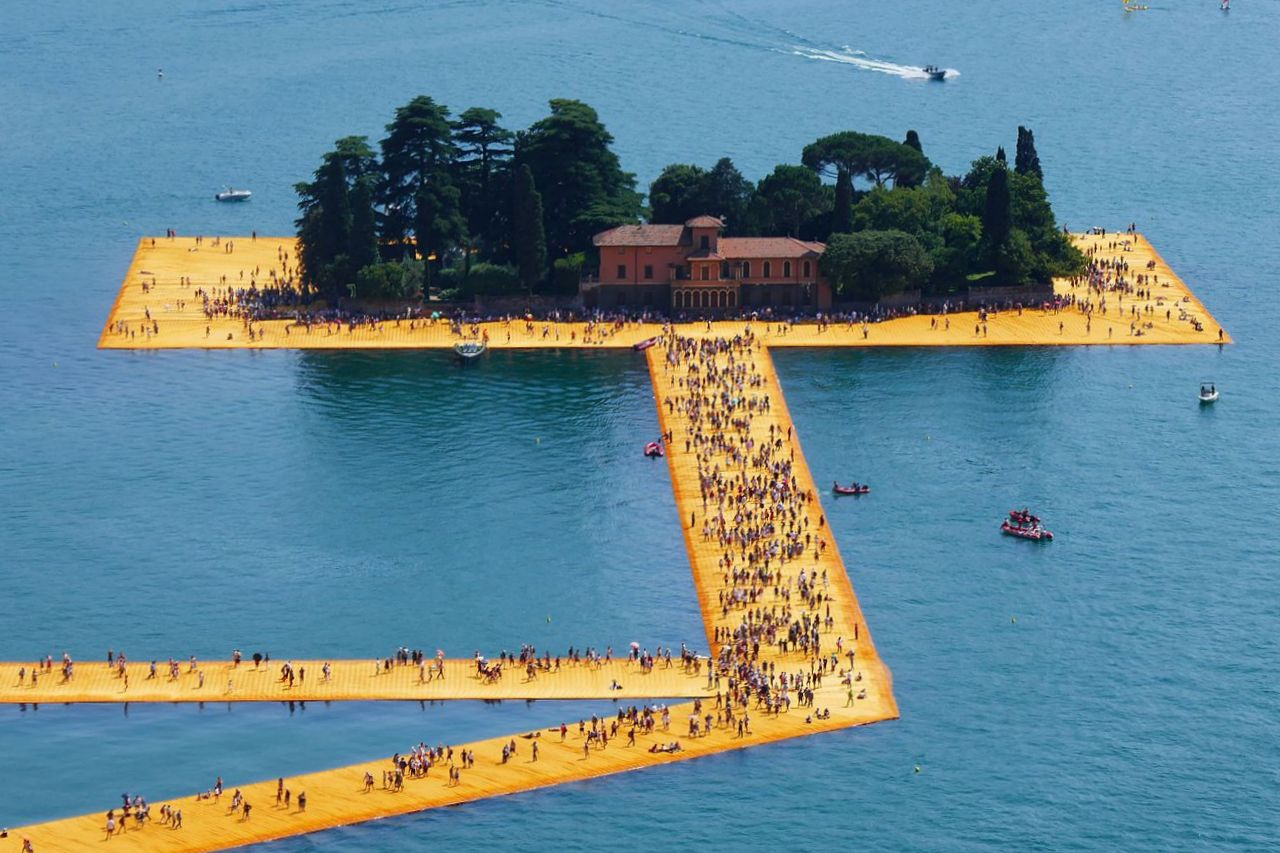
The Floating Piers, 2016

### Realizzazioni principali
- Festival dei Due Mondi, Spoleto, Italia (giugno 1968) – Imballaggio della Fontana di piazza del Mercato[11] e del Fortilizio dei Mulini[12][13].
- Kunsthalle (Museo d'arte) di Berna, Svizzera (luglio 1968) – Primo imballaggio di un edificio intero.
- Documenta 4 di Kassel, Germania (agosto 1968) – Un imballaggio d'aria di 5.600 m³ sollevati da gru e visibili da 25 km di distanza.
- Monumento a Vittorio Emanuele II, Milano, Italia (1970) – Imballaggio del monumento in piazza Duomo.
- Valley Curtain in Colorado, Stati Uniti (1970 - 1972) – Un telo lungo 400 metri steso lungo una valle delle Montagne Rocciose.
- Porta Pinciana a Roma, Italia (1974) – Imballaggio della porta cittadina.
- Surrounded Islands a Miami, Stati Uniti (1980 - 1983) – Le isole della baia di Biscayne sono circondate da una cintura di polipropilene fucsia.
- The Umbrellas, Prefettura di Ibaraki, Giappone e California, Stati Uniti (1984 - 1991) – Progetto di land art da 6-8 miglia, 3.000 ombrelli alti 3,65 m. e larghi 5,5 m.
- The Pont Neuf Wrapped, Parigi, Francia (settembre 1985) – Imballaggio del Pont Neuf, il più vecchio dei ponti della capitale francese (impacchettato da un telo di poliestere giallo ocra).
- Wrapped Reichstag, Project for Berlin a Berlino, Germania (giugno 1995) – Il palazzo del Reichstag è impacchettato con un tessuto argentato.
- The Gates, New York, Stati Uniti (2004 - 2005) – Un percorso di 30 chilometri[14] attraverso il Central Park, costituito da materiale arancione intervallato da 7.503 portici, alti circa cinque metri e disposti a quattro metri di distanza fra loro.
- The Floating Piers, Lago d'Iseo, Italia (2016) – Una passerella di 4,5 km sul Lago d'Iseo realizzata nel giugno 2016.[15]
- The London Mastaba, Londra, Regno Unito (2018) – Trapezio formato da 7.506 barili colorati messi orizzontalmente su una piattaforma galleggiante sul Serpentine Lake di Hyde Park.[16]
- L'Arc de Triomphe, Wrapped, Parigi, Francia (18 settembre - 3 ottobre 2021) – Imballaggio del Arco di Trionfo, uno dei monumenti più importanti della capitale francese.
- Over The River Colorado, Stati Uniti (da realizzare) – Copertura di un torrente, l'Arkansas River.